# 刑警 (無綫電視劇)

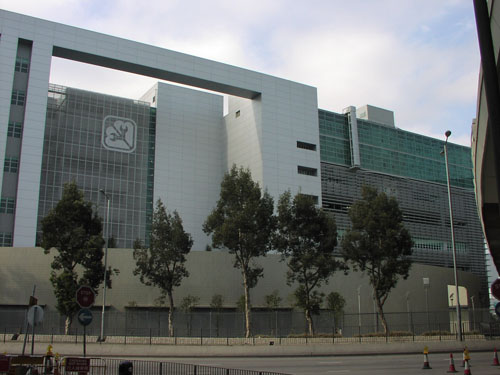
片中所說的香港警察總部取景於機電工程署總部大樓

《刑警》（英語：Gun Metal Grey，前名《刑警2010》）是香港電視廣播有限公司拍攝製作的時裝警匪劇集，全劇共30集，由唐基明擔任監製。此劇由苗僑偉、黃日華及宣萱領銜主演，並由胡定欣、王浩信、王君馨、陳秀珠、梁烈唯及古明華聯合演出。該劇是2010無綫節目巡禮劇集之一，亦是第十四屆香港國際影視展中無線電視推介的兩大重頭劇之一（其次是《巾幗梟雄之義海豪情》）及無線電視43周年台慶劇。該劇與《巾幗梟雄之義海豪情》一樣，是無線首齣增添英文字幕給予數碼電視用戶的劇集。
此劇為黃日華目前為止在無綫電視的最後一部劇。

## 劇情
正直警察石東昇（黃日華飾）因牽涉一宗謀殺案，無辜坐了十五年冤獄才得到平反。後來，他雖查出冤獄真相，卻苦無證據將真兇正法，竟向真兇執行私刑，而此事更將他潛藏多年極端嫉惡如仇的怒氣釋放出來。自此，每當遇到法律未能製裁的兇徒，東昇便以替天行道為由，不惜一切地下執法，自行處置兇徒！
東昇的好拍檔米安定（苗僑偉飾），察覺到東昇有異後，開始與東昇的關係變得亦友亦敵。東昇愈走愈極端，甚至傷害安定的摯愛來打擊他；但安定堅持執法原則，誓要找出證據將東昇繩之於法，二人的鬥爭由暗變明。

### 十五年冤獄
石東昇 ( 黃日華飾 )，重案組沙展，十五年前是一個正直火爆的警察，因一時衝動，牽涉一宗謀殺冤案，被判終身監禁，坐了十五年冤獄，因為有新證據發現而被無罪釋放。
東昇出獄後，表面上對冤獄一事表現豁達，只要求復職當回警察，但暗裡卻執意要查出當年冤案的真相，誓要把真兇繩之以法。但當東昇查知冤案真相，卻苦無證據把真兇伏法時，他十五年來潛藏著的仇恨終於爆發，在極度憤怒下，對真兇執行私刑、將其射殺。而東昇內心潛藏著的極端嫉惡如仇的心理，在這刻得到了釋放，東昇第一次感受到替天行道的痛快。

### 地下審判官
自此，每當遇到法律未能即時制裁的兇徒，東昇便以替天行道說服自己，執行地下裁判。時日漸進，東昇變得享受這種凌駕於法律的權力和快感，甚至發展出一套歪理，認為既然執法制度存在漏洞，這個世界便需要有地下執法。最後，東昇走火入魔，當自己是上帝，終於演變成一個故意挑戰法律的危險人物，誰要是阻止他進行地下執法，他就不惜一切剷除誰。
結果，東昇執著乖張的信念，親手破壞了與米安定 ( 苗橋偉飾 ) 的兄弟情，失去了紅顏知己許文謙 ( 宣萱飾 ) ；也破壞了他竭力想挽回的婚姻，失去了妻女，失去了親情。

### 亦敵亦友
在東昇的演變過程中，安定作為東昇的好拍檔兼好兄弟，也一同經歷了一段心理掙扎。安定因當日所作證供，間接令東昇坐了十五年冤獄，而對東昇心生歉疚，於是協力幫東昇追查當年冤案，並與東昇重建兄弟情，因此在東昇對真兇執行私刑並遭到內部調查時，安定在感情上出現了盲點，堅持維護他。東昇亦因此利用安定的信任，在安定面前做雙面人。
後來，安定從蛛絲馬跡開始懷疑東昇，並試圖勸東昇收手，東昇卻堅持自己的歪理，從此兩人變成亦敵亦友。當東昇越走越極端，故意挑戰法律、挑戰安定的調查和阻撓時，兩人由暗鬥變成明爭，東昇更不惜拋棄兄弟情義，用各種方法打擊陷害安定，甚至要脅安定所愛的文謙，逼安定執行私刑、成為自己的同類人，但安定始終堅持要用證據將東昇繩之於法，維護執法制度。

## 演員表

### 重案組
| 演員   | 角色   | 關係/暱稱 |
| 高俊文 | 劉Sir  | 警司 莊信、何必富、米安定之上司 |
| 戴志偉 | 莊 信  | 爆炸莊、莊Sir、Johnson 總督察 米安定、何必富之上司 高立仁之前下屬 為前途被高立仁說服，抽掉某證供，並無直接嫁禍兇案給石東昇 参见事隔15年前冯家凶杀案（第1集至第12集） |
| 苗僑偉 | 米安定 | Mad Sir、阿Mad A-Team高級督察 患有腦瘤 許文謙之男友兼房客 石東昇之上司兼好友、于第20集反目為敵 錢周芷倫之前男友 許文詩之崇拜对象 莊信之下屬 高紀煬、許文詩、李閃亮、江愷澄、魯亨之上司 甘世文、戴偉健、巫有良之天敵 于第16集与许文謙发生一夜情 于第21集成为许文謙男友 於第24集和高紀煬一同暗中調查石東昇 於15年前作證使石東昇無辜入獄15年 |
| 王浩信 | 高紀煬 | Carson、高Sir A-Team見習督察 於第4集登場 高立仁之子 喜歡許文詩，於第23集成為其男友 米安定之下屬，於第26集假意反目，實際是協助米安定並假意認同石東昇的想法接近他蒐集證據，於第28集和好 江愷澄之暗戀對象 於第23集因救出許文詩而受傷 於第28集被石東昇誤殺 参見地下判官（成魔之路）（第11—30集） |
| 黃日華 | 石東昇 | Stone Sir、Stone、石Sir A-Team警長 于第14集升職為警署警長 石家齐、王美霞之子 簡竹君之夫，于第8集離婚，但對她仍有情，第30集復合 石朗之父 米安定之下屬兼好友、于第20集反目为敵 許文謙之傾慕对象，後反目 何必富、馮振榮、仇大虎、蔣俊暉、袁國雄、澗嫂、甘世文、丁遠浩、巫有良、方耀俊、道友龍之天敵 於15年前被指殺害馮振榮，被判坐牢 於第1集成功翻案，無罪釋放及復職 於第11集開始成為地下判官 於第20集公報私仇導致前妻的男友被解僱 於第28集被停職 於第30集被逮捕再度入獄 於第11集槍殺仇大虎 於第6集因救許文謙而受傷 参见石家、地下判官（成魔之路）（第11—30集） |
| 胡定欣 | 許文詩 | 阿詩 原名馮小柔 重案組A-Team警長 馮振榮之女 馬莉莉之養女 許文謙無血緣之妹 喜歡高紀煬，於第23集成為其女友 米安定之下屬 崇拜米安定 江愷澄之情敵兼好友 參見許家、事隔15年前冯家凶杀案（第1集至第12集） |
| 王君馨 | 江愷澄 | 靚爆 A-Team警員 米安定之下屬 暗恋高紀煬 許文詩之情敵兼好友 |
| 梁烈唯 | 李閃亮 | 快閃 A-Team警員 米安定之下屬 |
| 古明華 | 魯 亨  | 老柴 A-Team警員 米安定之下屬 |
| 歐瑞偉 | 何必富 | 何Sir、Billy B-Team高級督察 與米安定之亦敵亦友 |
| 陳思齊 | Dry    | A-Team警員 米安定之下屬 |
| 李忠希 | CID    | A-Team警員 米安定之下屬 |
| 陳志健 | CID    | A-Team警員 米安定之下屬 |
| 陳宛蔚 | CID    | A-Team警員 米安定之下屬 |
| 寧 進  | CID    | B-Team警員 何必富之下屬 |
| 鄒永彪 | CID    | B-Team警員 何必富之下屬 |
| 傅劍虹 | CID    | B-Team警員 何必富之下屬 |
| 盧永匡 | CID    | B-Team警員 何必富之下屬 |

### 軍裝警察
| 演員   | 角色     | 關係/暱稱 |
| 陳榮峻 | 成 叔    | 軍裝警員  |
| 張國洪 | 軍裝警員 |           |
| 許明志 | 軍裝警員 |           |
| 黃得生 | 軍裝警員 |           |
| 魏焌皓 | 軍裝警員 |           |
| 鍾鈺精 | 軍裝警員 |           |
| 邱頌兒 | 軍裝警員 |           |
| 沈愛琳 | 軍裝警員 |           |
| 吳綺珊 | 軍裝警員 |           |
| 賀文傑 | 法 醫    |           |
| 周麗欣 | Doris    | 鑑證員    |
| 湯俊明 | Ivan     | 鑑證員    |

### 爆周刊
| 演員   | 角色     | 關係/暱稱                                                           |
| 梁舜燕 | 包鄔秀慧 | 包太 爆周刊老闆 許文謙之上司                                        |
| 宣 萱  | 許文謙   | Kim 爆周刊編輯 包鄔秀慧之下屬 余大斌、蘇小琦、何文輝之上司 参见許家 |
| 樂 瞳  | 蘇小琦   | Daisy 爆周刊記者 許文謙之下屬                                       |
| 溫家恆 | 余大斌   | Ben 爆周刊記者 許文謙之下屬 （但於第5集過後已沒有再登場）           |
| 姚浩政 | 何文輝   | 輝 爆周刊記者 許文謙之下屬                                          |
| 陳秀珠 | 簡竹君   | 爆周刊會計 參見石家                                                 |
| 阮 兒  | Chloe    | 爆周刊記者                                                          |
| 徐玟晴 | 記 者    | 爆周刊記者                                                          |
| 黃彥欣 | 記 者    | 爆周刊記者                                                          |
| 陳珈穎 | 記 者    | 爆周刊記者                                                          |
| 趙樂賢 | 記 者    | 爆周刊記者                                                          |
| 劉天龍 | 記 者    | 爆周刊記者                                                          |
| 曾琬莎 | 記 者    | 爆周刊記者                                                          |
| 葉婷芝 | 記 者    | 爆周刊記者                                                          |
| 魏惠文 | 記 者    | 爆周刊記者                                                          |

### 石家
| 演員   | 角色   | 關係/暱稱 |
| 子明   | 石家齊 | 石東昇之父 簡竹君之前家翁 石朗之祖父 王美霞之夫                                                                                    |
| 李麗麗 | 王美霞 | 石東昇之母 簡竹君之前家婆 石朗之祖母 石家齊之妻                                                                                    |
| 黃日華 | 石東昇 | 參見重案組、冯家灭门案（第1—11集）                                                                                                 |
| 陳秀珠 | 簡竹君 | 于第15集變成爆週刊會計總務 石東昇之妻、于第8集離婚、于第30集复合 石朗之母 賀佳喆之女友、之後分開 石家齊、王美霞之前媳妇 參見爆周刊 |
| 丁樂鍶 | 石 朗  | Sharon、朗朗 學生 石東昇、簡竹君之女 Yuki之好友 石家齊、王美霞之孙女                                                               |

### 許家
| 演員   | 角色   | 關係/暱稱 |
| 朱咪咪 | 馬莉莉 | Lily姐 許文謙之母 許文詩之養母 |
| 宣 萱  | 許文謙 | 馬莉莉之女 許文詩無血緣之姊 米安定之女友兼房東 曾傾慕石東昇 戴偉健之前女友 于第16集被石東昇拒絕，及後與米安定發生一夜情 于第21集和米安定成對 參見爆周刊 |
| 胡定欣 | 許文詩 | 參見重案組、冯家灭门案（第1—11集） |

### 與案件有关人物

#### 冤案翻案（第1—12集）
第10集影射案件：梁成恩被槍殺案
| 演員   | 角色       | 關係/暱稱 |
| 胡定欣 | 許文詩     | 原名馮小柔 馮振榮、孙美娟之女 目擊仇大虎於案發後逃走情況而險被其殺害 兇殺案後被馬莉莉領養 于第10集被仇大虎撞于镜片，扔下泳池险被杀害 參見重案組、許家                                                                               |
| 黃日華 | 石東昇     | 於15年前被指殺害馮振榮，被判坐牢 於第1集成功翻案，無罪釋放及復職 於第11集槍殺仇大虎 參見重案組、地下判官（成魔之路）（第11—30集）                                                                                                   |
| 羅樂林 | 高立仁     | 大Sir 退休警司 高紀煬之父 莊信之前上司 於15年前侵吞海洛英案500萬元贓款，企圖與馮振榮洗黑錢，後指使仇大虎買凶殺害其兩夫婦 與莊信、何劍威勾結，嫁禍兇案給石東昇 於第11集被仇大虎殺害                                                  |
| 何啟南 | 仇大虎     | 虎少爺、刀疤虎 黑社會成員 心理变态者 於15年前被高立仁買兇杀害馮振榮、孙美娟 於第10集以假報警來殺害何劍威 於第10集企圖殺害許文詩未遂 於第11集以军刀切斷高立仁手掌，後枪杀 於第11集被石東昇槍殺 參見地下判官（成魔之路）（第11—30集） |
| 戴志偉 | 莊 信      | 高立仁之前下屬 為前途被高立仁說服，抽掉某證供，並無直接嫁禍兇案給石東昇 參見重案組 |
| 鄭家生 | 何劍威     | 前CID警長，現軍裝警長 射擊冠軍 與高立仁勾結，嫁禍兇案給石東昇 於第10集被仇大虎殺害 |
| 鍾志光 | 馮振榮     | 律師，為贏官司不擇手段，賤招出盡 孙美娟之夫 許文詩之父 於15年前與高立仁洗黑錢，後被高立仁所買凶的仇大虎殺害 |
| 陳嘉露 | 孙美娟     | 冯振荣之妻 许文诗之母 于15年前被高立仁所買凶的仇大虎杀害 |
| 陳勉良 | 白粉成     | 於15年前海洛英案的犯人，正在服刑 |
| 冼灝英 | 大隻基     | 基Sir 警員 |
| 丁主惠 | 歐秘書     | 馮振榮之秘書 |
| 孫慧雪 |            | 律師行接待員 |
| 陸駿光 | 囚 犯      | |
| 裘卓能 | 囚 犯      | |
| 王 青  | 懲教員     | |
| 楊證樺 | 強姦犯     | |
| 劉桂芳 | 受害人母親 | |
| 楊瑞麟 | 檢控官     | |
| 鄺佐輝 | 劉律師     | 石東昇之律師 |
| 劉深宜 | 盧醫生     | Dr. Lo 心理治療師 米安定、張志軒之治療師 |
| 林秀怡 | 治療師助手 | |
| 李偉健 | 醫 生      | |
| 蕭凱欣 | 護 士      | |
| 范彩兒 | 護 士      | |

#### 愛情深厚（第2—3集）
影射案件：牛頭角灶底藏屍案
| 演員   | 角色     | 關係/暱稱                                                                                    |
| 岑寶兒 | 陳惠媚   | 中国人，后为知客 李茅之妻 古慶輝之前女友 於第2集被古慶輝刺死，并藏尸于灶底                   |
| 陳狄克 | 李 茅    | 装修工人 陳惠媚之夫 於第2集被古慶輝勒死，并布置成自杀现场                                    |
| 彭冠中 | 古慶輝   | 陳惠媚之前男友 於第2集刺死陳惠媚，并藏尸于灶底 於第2集勒死李茅，并布置成自杀现场 於第3集被捕 |
| 凌禮文 | 看 更    |                                                                                              |
| 招石文 | 茅叔街坊 |                                                                                              |
| 蘇麗明 | 茅叔街坊 |                                                                                              |
| 李美慧 | 酒樓知客 | 陳惠媚之舊同事                                                                               |
| 張漢斌 | 强 哥    | 陳惠媚之舊同事                                                                               |

#### 憶子成狂（第4—6集）
影射案件：白沙村姦殺女童藏屍案
| 演員   | 角色   | 關係/暱稱                                                                                     |
| 曾偉權 | 陸志忠 | 忠叔 陈娟之夫 陆賢之父 于第4集殺害賢、 明、安並製成乾屍 于第6集因屋內引爆石油氣而被炸死       |
| 黃梓瑋 | 陈 娟  | 陸志忠之妻 陆 贤之母                                                                          |
| 劉洛銘 | 贤     | 贤仔 陸志忠、陈 娟之子 明仔、何 安之好同學 于第4集被陸志忠错手以手闷死並製成乾屍              |
| 苗侨伟 | 米安定 | 於第6集险被陸志忠炸死 參見重案組                                                              |
| 黃日華 | 石東昇 | 于第6集因救許文謙而受伤 參見重案組、冯家灭门案（第1—11集）、地下判官（成魔之路）（第11—30集） |
| 宣 萱  | 許文謙 | 於第5集發現陸志忠藏屍而被其脅持 於第6集险被陸志忠炸死 參見許家                                |
| 華忠男 | 何茂宗 | 村长 安之父                                                                                   |
|        | 安     | 何茂宗之子 贤之好友 于第4集被陆志忠杀害后制造成干尸                                           |
| 李海生 | 崔村長 | 鄰村之村長                                                                                    |
| 羅梓軒 | 明     | 明仔 陆 賢之好同學 于第4集被陆志忠杀害后制造成干尸                                            |
| 裘卓能 | Billy  | -                                                                                             |

#### 姦殺之謎（第12—14集）
| 演員   | 角色       | 暱稱/關係 |
| 郭卓樺 | 袁國雄     | Ray 蔣俊暉之助手 偷拍狂 被誤為姦殺陳安娜之兇手 |
| 黃長興 | 蔣俊暉     | Franky 攝影師、強姦犯 許文謙之下屬，後反目 石東昇之天敵 於第12集强奸勒死陈安娜 於第13集强奸Yuki，并企圖勒死Yuki未遂 於第13集间接使高纪煬重伤 於第13集企圖姦殺及強姦許文诗、許文謙未遂 于第14集被石東昇栽贓手錶有陳安娜內褲纖維而招供 于第14集被捕，后被判處終身監禁 参見地下判官（成魔之路）（第11—30集） |
| 李穎芝 | 陳安娜     | Gina B 少女模特兒 特征：搽玫瑰花香水 於第12集被蔣俊暉奸杀 |
| 林婉霞 | 姚嘉麗     | Yuki 少女模特兒 特征：搽玫瑰花香水 Nick之女友 石朗之朋友兼師姐 於第13集被蔣俊暉強姦 |
| 丁樂鍶 | 石 朗      | Sharon 姚嘉丽之好友兼师妹 参见石家 |
| 黃日華 | 石東昇     | 于14集栽贓證物讓蒋俊暉招供 于14集指使林瑞杰与蔣俊暉发生车祸 參見重案組、冯家灭门案（第1—11集）、地下判官（成魔之路）（第11—30集） |
| 宣 萱  | 許文謙     | 于第13集險被蔣俊暉迷昏姦殺（被石東昇所救） 參見許家 |
| 胡定欣 | 許文诗     | 以“Rose”的英文名和与受害者的同样特点引出蔣俊暉 于第13集被蔣俊暉拐走及险被其姦殺，後被高纪煬所救 參見重案組 |
| 蔣家旻 | 樂美欣     | 模特兒 参见连环山埃毒杀案（第24集至26集） |
| 楊鴻俊 | Nick       | 姚嘉丽之男友 |
| 李啟傑 | 攝影助手   | 蔣俊暉之助手 |
| 黃文標 |            | 蔣俊暉之父 |
| 黃 瑩  |            | 蔣俊暉父之情婦 |
| 朱維德 |            | 陳安娜之父 于14集在陳安娜的墓前自杀身亡 |
| 蘇恩磁 |            | 陳安娜之母 |
| 潘冠霖 | 模特兒     | |
| 李偉健 | 醫 生      | |
| 范彩兒 | 護 士      | |
| 黃俊伸 | 交通部職員 | |

#### 家暴事件（第15—17集）
| 演員   | 角色   | 暱稱/關係 |
| 沈可欣 | 何美紅 | 黎永權之妻 球伯之媳婦 梁澗之情婦 欲毒殺黎永權父子 於第15集被球伯以拐杖打死                                                                   |
| 葉 暐  | 黎永權 | 前爆周刊記者 許文謙之前下屬 球伯之子 何美紅之夫 梁澗之情敵 於第17集獲得換腎 曾想栽贓梁澗                                                     |
| 郭德信 | 球 伯  | 黎永權之父 何美紅之家翁 於第15集以拐杖打死何美紅 於第17集被捕                                                                                |
| 黃日華 | 石東昇 | 于第15集發現黎永權栽贓，但想知情不報，被米安定阻止之後與米安定有了間隙 參見重案組、冯家灭门案（第1—11集）、地下判官（成魔之路）（第11—30集） |
| 王維德 | 梁 澗  | 五金店老闆 何美紅之情夫 黎永權之情敵 |
| 朱婉儀 | 澗 嫂  | 五金店老闆娘 梁澗之妻 何美紅之情敵兼天敌 |
| 鍾建文 |        | 五金店職員 |
| 李偉健 | 醫 生  | |
| 何俊軒 | 醫 生  | |
| 范彩兒 | 護 士  | |
| 趙嘉迪 | 護 士  | |

#### 替天行道/交通意外報仇案（第17—19集）
影射案件：2009年落馬洲車禍/1999年日本東名高速酒後駕駛事故
| 演員   | 角色       | 暱稱/關係/內容 |
| 彭美嫦 |            | 劉燕玲之母 黎俊基之外婆 |
| 潘芳芳 | 劉燕玲     | 玲姑娘、玲姐 交通意外輔導中心義工 黎俊基之母 利用雷堅 一心欲为黎俊基报仇杀害麦志伟 於第17集撞死林世昌 於第18集撞傷羅載明 於第19集得知麥志偉補償行為，後撞死他，最後再用刀插自己，後傷重身亡 |
|        | 黎俊基     | (1996-2005) 劉燕玲之子 2005年因麥志偉闖紅燈而被撞死 |
| 張松枝 | 麥志偉     | Robert 2005年因意外撞死黎俊基而入狱，后出狱 于第19集經由神父對劉燕玲作出補償，但最后还是遭劉燕玲報復撞死死亡                                                                                |
| 王俊棠 | 雷 堅      | 雷哥 前賽車手，劏車場老闆 谭咏欣之男友 曾飆車导致撞死谭咏欣 被劉燕玲利用 帶領危險駕駛車禍受害家屬進行燒車儀式 於第19集被捕及被米安定、劉燕玲的母親感化先至承認控罪                          |
| 關浩揚 | 羅載明     | David 司機 涉魯莽駕駛 於第18集被劉燕玲撞傷 |
| 黃日華 | 石東昇     | 認同兇手包庇兇手毀滅證據，銷毀劉燕玲的筆記 參見重案組、冯家灭门案（第1—11集）、地下判官（成魔之路）（第11—30集）                                                                            |
| 羅鈞滿 |            | 林世昌之朋友 |
| 易智遠 | 林世昌     | Peter 貨車司機 生前醉酒駕駛，撞死张志轩父母、朋友及未婚妻，撞傷張志軒，后因证据不足而被判无罪释放 於第17集被劉燕玲撞死死亡                                                                  |
| 馮素波 | 張 婆      | 張志軒之嫲嫲 |
| 陳少邦 | 張志軒     | Raymond 张婆之孙 於第17集被林世昌醉酒駕駛撞傷 一心欲为妻子、父母与朋友报仇杀害林世昌，所以被误以为是杀害林世昌之凶手                                                                        |
| 吳幸美 |            | 張志軒之未婚妻 於第17集被林世昌醉酒駕駛撞死 |
| 張穎康 |            | 張志軒之朋友 於第17集被林世昌醉酒駕駛撞死 |
| 林秀怡 |            | 張志軒之朋友 於第17集被林世昌醉酒駕駛撞死 |
| 單俊偉 | 黃律師     | 張志軒之律師 |
| 曾慧雲 | 治療師     | 張志軒之治療師 |
| 麥皓兒 | 職 員      | 治療師職員 |
| 謝靜婷 | 職 員      | 治療師職員 |
| 李鴻   | 傢俬店老闆 | |
| 黃樂兒 | 店 員      | 六福珠寶店員 |

#### 童黨烤屍（第20—21集）
影射案件：Hello Kitty藏屍案/秀茂坪童黨燒屍案/藍田童黨虐殺少女案
| 演員   | 角色     | 暱稱/關係 |
| 張韋怡 | Kitty    | 甘世文旗下做援交，後反目 陳穎芝之好友 於第20集被甘世文以凳子打死 屍體被陳穎芝、甘世文、杜力奇、陳雄年肢解 |
| 陳丹丹 | 陳穎芝   | Jackie 援交者 Kitty之好友 陳雄年之女友 介紹Kitty為甘世文旗下做援交 於第20集因向甘世文勒索而险被甘世文、杜力奇打死 參見地下判官（成魔之路）（第11—30集） |
| 陳一天 | 甘世文   | 金剛 黑社會成員 吸毒者 杜力奇、陳雄年之頭目 米安定、石東昇之天敵 於第20集打死Kitty 於第20集肢解Kitty的尸体 於第20集打死陳穎芝未遂，被米安定阻止 被石東昇陷害 被石東昇設局让他打死陳穎芝，被米安定阻止 於第20集被捕 於第21集因杜力奇說出其打死Kitty而企圖殺杜力奇，被米安定阻止 |
| 侯建民 | 杜力奇   | K仔 黑社會成員 吸毒者 甘世文之手下 被石東昇陷害 於第20集打伤陈凯珊 於第20集肢解kitty的尸体 於第20集被捕 於第21集被米安定所設之圈套，將殺害Kitty過程和盤托出，最後險被甘世文殺害                                                                                                |
| 蔡曜力 | 陳雄年   | 熊貓、Jacky 黑社會成員 吸毒者 甘世文之手下，後反目 陳穎芝之男友 被石東昇陷害 於第20集假意肢解Kitty的尸体 於第20集被捕 於第21集被米安定說服下指證甘世文打死Kitty |
| 黃日華 | 石東昇   | 于第20集煽動甘世文殺陳穎芝滅口並見死不救未遂 參見重案組、冯家灭门案（第1—11集）、地下判官（成魔之路）（第11—30集） |
| 廖麗麗 |          | 陳穎芝母親 |
| 謝珊珊 | 芝友     | 曾代陳穎芝照顧Kitty誕下之嬰兒 |
| 麥嘉倫 | 阮Sir    | 石東昇好友 掃毒組警察 |
| 李子奇 | 老 闆    | |
| 柯 嵐  | 毒品拆家 | |
| 楊英偉 | 黑 仔    | 走私客 賣私酒給賀佳喆 於第21集被捕 |
| 謝卓言 | 賢 仔    | 海關人員 |

#### 妓女杀手（第21—24集）
影射案件：2008年香港鳳姐連環劫殺案
| 演員   | 角色       | 暱稱/關係 |
| 鄧健泓 | 丁遠浩     | 丁醫生 醫生 患有多重人格 嫖客 Tracy之痴恋对象兼一夜情对象，後反目 因Tracy寄光碟片和挖出的眼睛给他，使他恐懼產生多重人格症 於第21集分裂為Tracy之多重人格殺害赵淑娟 於第22集分裂為Tracy之多重人格杀害张春丽、周美心 於第23集被捕 於第24集在石東昇教唆下以Tracy殺丁遠浩方式而自殺身亡 |
| 何婷恩 | 趙淑娟     | 妓女 石東昇之好友 豪仔之母 於第21集被分裂為Tracy之人格的丁远浩以割喉杀害 |
| 曾愛媚 | 张春丽     | 妓女 于第22集被分裂为Tracy之人格的丁远浩以割喉杀害 |
| 陳蔚而 | 周美心     | 妓女 于第22集被分裂为Tracy之人格的丁远浩以割喉杀害 |
| 冯心洁 | Tracy      | 癡戀丁远浩 Nancy之妹 丁远浩之一夜情对象，後反目 丁遠浩分裂之另一多重人格 寄光碟片和挖出的眼睛給丁遠浩、使其恐懼產生多重人格症 几年前跳海自杀身亡 |
| 黃日華 | 石東昇     | 第24集偷換藥與言語使丁遠浩自殺 參見重案組、冯家灭门案（第1—11集）、地下判官（成魔之路）（第11—30集） |
| 葉凱茵 | Nancy      | Tracy之姊 |
| 麥皓兒 |            | 護士 |
|        | 豪 仔      | 趙淑娟之子 |
| 日 伽  | 静 霏      | 妓女 于第22集發現周美心被殺，其後作供 |
| 蕭凱欣 | 護 士      | |
| 蕭徽勇 | 心理治療師 | |
| 杜大偉 | 精神科醫生 | |
| 林遠迎 | 醫 生      | |
| 李偉健 | 醫 生      | |
| 菁 瑋  | 護 士      | |
| 潘曉彤 | 護 士      | |
| 范彩兒 | 護 士      | |
| 黃鳳   | 住 客      | 被分裂為Tracy之人格的丁远浩脅持 |
| 趙敏通 | 酒 保      | |
| 招石文 | -          | 看更 |
| 孫慧雪 | -          | 接待員 |

#### 山埃謎團（第24—26集）
| 演員   | 角色     | 暱稱/關係 |
| 蔡考藍 | -        | 錢周芷倫助手 |
| 江美儀 | 錢周芷倫 | Rose 錢永財之妻 米安定之前女友 樂美欣之情敵 |
| 曾健明 | 錢永財   | 錢生 富商 錢周芷倫之丈夫 乐美欣之情夫 與巫氏兄弟合資越南化工廠 于第24集被阮志明毒杀 |
| 蒋家旻 | 乐美欣   | Emma、Ella（友人称呼） 模特儿 钱永财之情妇 钱周芷伦之情敌 |
| 黃日華 | 石東昇   | 第26集襲擊許文詩使他昏迷 放任阮志明殺害巫有德未遂 參見重案組、冯家灭门案（第1—11集）、地下判官（成魔之路）（第11—30集）                                                                  |
| 張達倫 | 阮志明   | 越南阮、阿阮 越南華僑 越南化工廠的工程師 化工廠爆炸遭巫有良嫁禍 其妻子及女兒在爆炸中喪生 于第24集毒死錢永財 于第25集毒死巫有良報復 于第26集毒死巫有德報復不遂，被米安定阻止 於第26集被捕 |
| 羅天池 | 巫有德   | 細巫生 巫有良之弟 與錢永財合資越南化工廠 於第26集險被阮志明殺死 |
| 曾守明 | 巫有良   | 大巫生 越南華僑 黑社會成員 巫有德之兄 米安定、石東昇、許文謙之天敵 與錢永財合資越南化工廠 曾恐嚇錢周芷倫 于第25集因越南化工廠爆炸事件被許文謙揭發而派人搞亂雜誌社，最後被阮志明毒杀      |
| 陸駿光 | 大 漢    | 黑社會成員 巫有良之手下 威脅錢周芷倫 |
| 張智軒 | 大 漢    | 黑社會成員 巫有良之手下 威脅錢周芷倫 |
| 卓 躒  |          | 黑社會成員 巫有良之手下 |
| 梁振輝 |          | 黑社會成員 巫有良之手下 於第25集被捕 |
| 趙國東 | 牛奶仔   | 目击證人 |
| 林遠迎 | 醫 生    | |

#### 恩將仇報（第26—28集）
| 演員            | 角色   | 暱稱/關係 |
| 莊茵棋 （少年） | 陳亞萍 | 亞萍 露宿者 方耀俊之妻，後反目 廖笑善、容玉蓮之好友 林炳之下属 於第27集被捕 于第28集被判終身監禁坐冤獄，後成功翻案                                                                |
| 祝文君          | 陳亞萍 | 亞萍 露宿者 方耀俊之妻，後反目 廖笑善、容玉蓮之好友 林炳之下属 於第27集被捕 于第28集被判終身監禁坐冤獄，後成功翻案                                                                |
| 李日昇 （少年） | 方耀俊 | 亞俊 露宿者、最強兇殘的兇手 肢體殘障人士 陳亞萍之夫，後反目 勒死廖笑善、林炳、容玉蓮的凶手 於第28集毀滅裝有受害者手指的蜡燭，但仍被重案組發現其他藏在地底的證據，最後被石東昇槍殺 |
| 邵卓堯          | 方耀俊 | 亞俊 露宿者、最強兇殘的兇手 肢體殘障人士 陳亞萍之夫，後反目 勒死廖笑善、林炳、容玉蓮的凶手 於第28集毀滅裝有受害者手指的蜡燭，但仍被重案組發現其他藏在地底的證據，最後被石東昇槍殺 |
| 黃日華          | 石東昇 | 于第28集槍殺方耀俊 參見重案組、冯家灭门案（第1—11集）、地下判官（成魔之路）（第11—30集）                                                                                          |
| 蘇麗明          | 廖笑善 | 善姐 陳亞萍之好友 協助陳亞萍找工作 一年前被方耀俊勒死 |
| 江富強          | 林 炳  | 炳叔 陳亞萍之老闆 一年前被方耀俊勒死 |
| 吳香倫          | 容玉蓮 | 容姨 陳亞萍之好友 協助陳亞萍照顧兒子 一年前被方耀俊勒死 |
| 關 菁           | 萍 父  | 陳亞萍之父親 回憶中出現 |
| 沈震軒          | 蛙 人  | |
| 何偉業          | 何律師 | 陳亞萍之律師 |
| Joe Junior      | 法 官  | 判处陳亞萍終身監禁 |

#### 地下判官（Stone Sir 成魔之路）（第11—30集）
| 演員   | 角色     | 暱稱/關係 |
| 黃日華 | 石東昇   | 本剧终极大反派 Stone Sir 重案組A-Team警署警長 于第11集枪杀仇大虎，其後用石头打自己 于第14集栽贓蒋俊暉使其口出狂言 于第15集認同黎永權栽贓但被米安定阻止 于第19集認同劉燕玲、雷堅的作法並燒毀證據包庇其 于第20集煽動甘世文、杜力奇殺陳穎芝滅口並見死不救未遂 于第24集教唆丁遠浩自殺身亡 于第26集襲擊許文詩使其昏迷 于第26集放任阮志明殺害巫有德未遂 於第28集用槍指嚇方耀俊但被米安定阻止及目睹情況，其後被停職 於第28集枪杀方耀俊 於第28集误枪杀高紀煬 于第30集绑架并枪杀道友龙 于第30集假意炸死許文謙，意圖刺激米安定槍殺自己，來認證自己做法是對的，最終被逮捕及再度入獄，並且失去聽力和一隻腳 參見重案組、石家、徐步高槍擊案 |
| 何啟南 | 仇大虎   | 於第11集被石東昇槍殺 参见冯家灭门案（第1—11集） |
| 黃長興 | 蒋俊暉   | 于第12集奸杀陈安娜 于第13集性侵姚嘉麗 於第14集被捕及判處終身監禁 被石東昇栽贓而口出狂言 参见玫瑰姦殺案（第12—14集） |
| 陈丹丹 | 陈颖芝   | Jackie 于第20集险被甘世文殺害 參見肢解烤屍案（第20—21集） |
| 鄧健泓 | 丁遠浩   | 於第24集在石東昇教唆下自殺身亡 參見妓女殺手案（第21—24集） |
| 邵卓堯 | 方耀俊   | 於第28集被石東昇槍殺 參見連環兇殺案（第26—28集）） |
| 王浩信 | 高紀煬   | 於第28集被石東昇誤殺 參見重案組 |
| 李天翔 | 道友龍   | 吸毒者 客串 無意間拍下石東昇誤殺高紀煬的真相 於第30集被石東昇綁架並槍殺滅口 |
| 林遠迎 | 脑科醫生 | 米安定之主诊医生 |
| 張笑千 | 記 者    | |
| 張笑千 | 行山人士 | |
| 陸駿光 | 囚 犯    | |
| 裘卓能 | 囚 犯    | |
| 王 青  | 懲教員   | |

### 其他演員
| 演員   | 角色   | 暱稱/關係                                                                       |
| 李國麟 | 賀佳喆 | 吉吉 酒吧經理 簡竹君之男友，後分手                                              |
| 曾愛媚 | Flora  | 戴偉健之女友                                                                    |
| 梁健平 | 戴偉健 | Ken 「阿貳周刊」記者 許文謙之前男友 欺騙許文謙感情，奪去其編輯職位 米安定之死敵 |
| 江梓瑋 | 陳永森 | 「阿貳周刊」記者 戴偉健之助手                                                   |
| 黃子衡 | 丸仔德 | 毒品拆家 於第7集被捕                                                            |
| 李岡龍 | 華 叔  |                                                                                 |
| 戴耀明 | 線人興 |                                                                                 |
| 何慶輝 | 經 理  |                                                                                 |
| 陳建文 | 醫 生  |                                                                                 |
| 鄭家俊 | 員 工  |                                                                                 |

## 記事
- 2009年9月22日：此劇於12:30在將軍澳電視廣播城一廠外灰位舉行試造型記者會。[3]
- 2009年12月9日：此劇於15:00在將軍澳電視廣播城十五廠舉行開鏡拜神儀式。[4]
- 2010年10月29日：此劇於12:00在旺角帝京酒店6/F宴會廳 舉行《刑警》之「勇探喜相逢」 宣傳活動。
- 2010年11月13日：此劇於14:00在奧海城舉行無綫電視43周年台慶巡回展覽 - 《刑警》宣傳活動。
- 2010年11月25日：此劇於14:00在土瓜灣馬頭角道118號新寶工商中心LG CQB-Plaza 舉行《刑警》之「型」警顯幹勁 宣傳活動。
- 2011年1月14日：18:30，無綫電視副行政主席梁乃鵬博士宴請《刑警》台前幕後仝人於中環德輔道中45號永隆銀行大廈21樓設宴。

## 軼事
- 此劇是苗僑偉和宣萱繼《賭場風雲》和《歲月風雲》後再次合作。
- 此劇是黃日華時隔9年後唯一一部在無綫電視出演的電視劇，及與宣萱繼《天地豪情》後再次合作。
- 此劇是苗僑偉和黃日華繼《杨家将》和《射雕英雄傳》後再次合作。
- 此劇是黃日華和陳秀珠繼《超越愛情線》後再次合作，飾演夫妻。
- 此劇是羅樂林和王浩信繼《尖子攻略》後再次飾演父子。
- 此劇為宣萱第20次被脅持[5]。事源在2012年，有網民發現，自1994年無綫電視劇集《餐餐有宋家》開始18年來，每逢宣萱參演的古裝劇、時裝劇甚至電影角色全被安排做人質被綁架，被脅持的武器包羅萬有，當中宣萱於1994年無綫電視劇集《餐餐有宋家》被原子筆脅持最為荒謬，但每次角色因「主角光環」而安然無恙。截至2012年無綫電視劇集《飛虎》為止，宣萱曾於21套無綫電視劇集竟被脅持了22次，當中宣萱於2011年無綫電視劇集《萬凰之王》更被脅持了兩次，加上2011年新加坡劇集《萬福樓》、1996年無綫電視電影《虎膽虹威》及1997年電影《檔案X殺人犯》，宣萱共被脅持了25次，大破影視界紀錄，堪稱「存活率最高的人質王」，甚至被戲言「有宣萱的地方就有綁架發生」。[6]
- 此劇中王君馨飾演的江愷澄（靚爆）常以一位戴帽的便衣女警形象出現，據網友統計其戴過不同的帽多達24款左右[7]。
- 此劇與《巾幗梟雄之義海豪情》為慶祝43週年台慶劇，此劇成績及收視雖好但宣傳力度明顯不及《巾》劇。時隔9年回巢拍劇的黃日華其後在微博表示"Totally very bad"以表示不滿無綫電視的不平等對待，因此黃日華至今沒有再參演無綫電視的劇集。[8]

## 收視
以下為本劇於香港無綫電視翡翠台、高清翡翠台及广州地区之收視紀錄：
| 週次 | 集數  | 日期                    | 平均收視 | 最高收視 | 百分比 | 广州省网 | 广州市网 | 广州收视合计 |
| 1    | 01-05 | 2010年11月1日-11月5日   | 30點     |          | 90%    | 4.63     | 5.9      | 10.53        |
| 2    | 06-10 | 2010年11月8日-11月12日  | 30點     | 32點     | 91%    | 4.42     | 5.66     | 10.08        |
| 3    | 11-14 | 2010年11月15日-11月18日 | 31點     |          | 91%    | 4.85     | 4.56     | 9.41         |
| 4    | 15-19 | 2010年11月22日-11月26日 | 30點     |          | 90%    | 4.98     | 6.18     | 11.16        |
| 5    | 20-24 | 2010年11月29日-12月3日  | 29點     |          | 92%    | 4.74     | 5.92     | 10.66        |
| 6    | 25-30 | 2010年12月6日-12月10日  | 31點     | 36點     | 94%    | 5.39     | 5.72     | 11.11        |

## 獎項

### 萬千星輝頒獎典禮2010
| 獎項       | 單位   | 結果             |
| ---------- | ------ | ---------------- |
| 最佳劇集   | 刑警   | 提名             |
| 最佳男主角 | 黃日華 | 提名（最後五強） |
| 最佳男主角 | 苗僑偉 | 提名             |
| 最佳男配角 | 王浩信 | 提名             |
| 最佳女配角 | 胡定欣 | 提名（最後五強） |

### MY AOD我的最愛頒獎典禮2011
| 獎項                       | 獲奬單位         |
| -------------------------- | ---------------- |
| 「我的最愛最具潛質男藝員」 | 王浩信（高紀煬） |
| 「我的最愛最具潛質女藝員」 | 胡定欣（許文詩） |

## 相關
- 造型報導：蘋果日報 （页面存档备份，存于）　東方日報 （页面存档备份，存于）　太陽報 （页面存档备份，存于）　明報 （页面存档备份，存于）　星島日報　成報　大公報　文匯報 （页面存档备份，存于）